# Parafia św. Ludwika w Moskwie
Parafia św. Ludwika w Moskwie – rzymskokatolicka parafia znajdująca się w archidiecezji Matki Bożej w Moskwie w dekanacie centralnym. Posługę duszpasterską w parafii sprawują augustianie Najświętszej Maryi Panny.
Msze święte odprawiane są w języku rosyjskim, francuskim, angielskim, litewskim i wietnamskim.

## Historia
Podpisany 31 grudnia 1786 traktat pomiędzy Rosją a Francją gwarantował Francuzom wolność wyznania. Na jego podstawie francuski wicekonsul w Moskwie Condert de Bosse zwrócił się w 1789 do carycy Katarzyny II i arcybiskupa mohylewskiego Stanisława Bohusza Siestrzeńcewicza z prośbą o zgodę na budowę kościoła katolickiego w Moskwie, na co oboje wyrazili zgodę. Drewniany kościół został konsekrowany 30 marca 1791. W latach 1833–1835 wybudowano nowy, obecny kościół, konsekrowany w 1849 przez koadiutora arcybiskupa mohylewskiego Ignacego Hołowińskiego.
Opiekę duszpasterską w parafii sprawowali głównie księża francuscy. Początkowo parafia francuska w Moskwie cieszyła się przywilejami, które wyłączały ją z ograniczeń nałożonych na Kościół katolicki w Rosji. Utraciła je w 1854, gdy Francja przystąpiła do wojny krymskiej po stronie sojuszu antyrosyjskiego. Parafia prowadziła również szkoły oraz instytucje charytatywne.
W 1917 parafia liczyła 2700 wiernych. Wielu z parafian, którzy w dużej mierze byli obcokrajowcami, wyjechało po nastaniu komunistycznych represji. W 1921 Sowieci zmusili do opuszczenia kraju proboszcza ks. Jeana-Marię Vidala. Przy kościele zostało dwóch kapłanów z Polski. Świątynia była kilkukrotnie plądrowana przez bolszewików. Taki stan trwał do 1924, gdy w wyniku interwencji ambasady Francji kościół św. Ludwika stał się kościołem korpusu dyplomatycznego. Przybył wtedy francuski ksiądz Pie Eugène Joseph Neveu. 21 kwietnia 1926 został on potajemnie wyświęcony na biskupa i objął urząd administratora apostolskiego Moskwy. Od 1934, na prośbę prezydenta Franklina Delano Roosevelta, przy parafii służył również kapłan amerykański. W 1936 bp Neveu wyjechał na leczenie do Francji. Mimo zapewnień, że będzie mógł wrócić, nie otrzymał już jednak wizy do Związku Sowieckiego.
Od 1938 była to jedna z dwóch (obok parafii NMP z Lourdes w Leningradzie) czynnych parafii w Rosyjskiej FSRR. Po II wojnie światowej represje dotknęły parafian-Rosjan oraz zostali wydaleni zagraniczni duchowni. Ze względu na wizyty w kościele dyplomatów parafia pozostała czynna. Od 1950 proboszczami byli księża z zachodnich republik ZSRS.
28 maja 1991 w kościele św. Ludwika w Moskwie odbyła się inauguracja administratora apostolskiego w Moskwie bpa Tadeusza Kondrusiewicza. Po upadku komunizmu parafia zaczęła się odradzać. Od 1991 parafia ponownie jest francuską parafią etniczną.